# Gheorghe Stavrescu
Gheorghe Stavrescu, romunski general, * 1888, † 1951.